# Municipio de Jackson (condado de Guthrie)
El municipio de Jackson (en inglés: Jackson Township) es un municipio ubicado en el condado de Guthrie en el estado estadounidense de Iowa. En el año 2010 tenía una población de 308 habitantes y una densidad poblacional de 3,53 personas por km².

## Geografía
El municipio de Jackson se encuentra ubicado en las coordenadas 41°36′40″N 94°20′7″O / 41.61111, -94.33528. Según la Oficina del Censo de los Estados Unidos, el municipio tiene una superficie total de 87.24 km², de la cual 87,24 km² corresponden a tierra firme y (0 %) 0 km² es agua.

## Demografía
Según el censo de 2010, había 308 personas residiendo en el municipio de Jackson. La densidad de población era de 3,53 hab./km². De los 308 habitantes, el municipio de Jackson estaba compuesto por el 99,68 % blancos y el 0,32 % eran de una mezcla de razas. Del total de la población el 0,65 % eran hispanos o latinos de cualquier raza.